# 都農複合形態市
都農複合形態市（とのうふくごうけいたいし）は、大韓民国における地方行政区画の形態の一つ。郊外地域（邑・面）を含む市で、1990年代半ばの市郡統合によって多く生まれた。
法律上の名称を逐語訳すると「都農複合形態の市」。日本語では「都市農村複合型都市」などと意訳されることもある。

## 要件
韓国の地方自治法第7条第2項で「都農複合形態の市」が規定されている。
第7条（市・邑の設置基準等）
1. 市はその大部分が都市の形態を有し、人口5万以上でなければならない。
2. 次の各号のいずれかひとつに該当する地域は都農複合形態の市とすることができる。
  1. 第1項による市と郡を統合した地域
  2. 人口5万以上の都市形態を有する地域がある郡
  3. 人口2万以上の都市形態を有する2個以上の地域の人口が5万以上の郡。この場合郡の人口が15万以上で、大統領令で定める要件を満たさなければならない
  4. 国家の政策によって都市が形成され、第115条によって道の出張所が設置された地域で、その地域の人口が3万以上であり、人口15万以上の都農複合形態の市の一部である地域

## 沿革
韓国では長らく都市部（市）と村落部（郡）を区別する地方行政形態をとっていた（都農分離）。市には「洞」が置かれ、郡部の邑・面には「里」が置かれるなど、下位行政の名称も異なっていた。
「市」の設置基準は「人口5万人以上で都市化が進んだ地域」とされており、ほとんどの場合は郡の中の「邑」（日本の「町」に相当する）が市に昇格して郡から離脱するという形をとった。郡名のもとになった中心地が市となって離脱したために、郡名が改称されたケースもあった（たとえば水原郡は、1949年に水原邑が市となって郡から離脱したために、華城郡と改称した）。
韓国の民主化により軍政下で停止されていた地方自治が1990年代初頭に復活するようになると、基礎自治体としての市・郡の機能の再検討が行われるようになった。1994年3月の地方自治法改正により「都農複合形態の市」が規定された。これにより、かつて中心地域が市に昇格したことで分割された市と郡の再統合に道が開かれた。1995年1月1日にまず33の都農複合形態市が生まれた。
都農複合形態市には、邑・面・洞が設置され、行政区を置くこともできる。

## 都農複合形態市の一覧
| 級         | 地域           | 実施日         | 都市名         | 対象                                                     | 備考                                                                                               |
| ---------- | -------------- | -------------- | -------------- | -------------------------------------------------------- | -------------------------------------------------------------------------------------------------- |
| 広域自治体 | 嶺南           | 1995年3月1日   | 釜山広域市     | 釜山直轄市＋梁山郡の一部＋鎮海市の一部                   | 1995年1月1日に直轄市の名称が広域市に改称された。                                                   |
| 広域自治体 | 嶺南           | 1995年3月1日   | 大邱広域市     | 大邱直轄市＋達城郡＋軍威郡                               | 1995年1月1日に直轄市の名称が広域市に改称された。                                                   |
| 広域自治体 | 嶺南           | 1995年3月1日   | 蔚山広域市     | 蔚山市＋蔚州郡                                           | 統合時は慶尚南道蔚山市であった。                                                                   |
| 広域自治体 | 京畿           | 1995年3月1日   | 仁川広域市     | 仁川直轄市＋江華郡＋甕津郡（大阜面を除く）＋金浦郡黔丹面 | 1995年1月1日に直轄市の名称が広域市に改称された。                                                   |
| 広域自治体 | 忠清           | 2012年7月1日   | 世宗特別自治市 | 燕岐郡＋公州市の一部＋清原郡芙蓉面の一部                 | N/A                                                                                                |
| 基礎自治体 | 京畿道         | 1995年1月1日   | 南楊州市       | 渼金市＋南楊州郡                                         | 大都市。                                                                                           |
| 基礎自治体 | 京畿道         | 1995年5月10日  | 平沢市         | 松炭市＋平沢市＋平沢郡                                   | 大都市。                                                                                           |
| 基礎自治体 | 京畿道         | 1996年3月1日   | 龍仁市         | 龍仁郡                                                   | 特例市。                                                                                           |
| 基礎自治体 | 京畿道         | 1996年3月1日   | 利川市         | 利川郡                                                   | N/A                                                                                                |
| 基礎自治体 | 京畿道         | 1996年3月1日   | 坡州市         | 坡州郡                                                   | N/A                                                                                                |
| 基礎自治体 | 京畿道         | 1998年4月1日   | 安城市         | 安城郡                                                   | N/A                                                                                                |
| 基礎自治体 | 京畿道         | 1998年4月1日   | 金浦市         | 金浦郡                                                   | 大都市。                                                                                           |
| 基礎自治体 | 京畿道         | 2001年3月21日  | 広州市         | 広州郡                                                   | N/A                                                                                                |
| 基礎自治体 | 京畿道         | 2001年3月21日  | 華城市         | 華城郡                                                   | 大都市。                                                                                           |
| 基礎自治体 | 京畿道         | 2003年10月19日 | 抱川市         | 抱川郡                                                   | N/A                                                                                                |
| 基礎自治体 | 京畿道         | 2003年10月19日 | 楊州市         | 楊州郡                                                   | N/A                                                                                                |
| 基礎自治体 | 京畿道         | 2013年9月23日  | 驪州市         | 驪州郡                                                   | N/A                                                                                                |
| 基礎自治体 | 江原特別自治道 | 1995年1月1日   | 江陵市         | 江陵市＋溟州郡                                           | N/A                                                                                                |
| 基礎自治体 | 江原特別自治道 | 1995年1月1日   | 春川市         | 春川市＋春川郡                                           | N/A                                                                                                |
| 基礎自治体 | 江原特別自治道 | 1995年1月1日   | 原州市         | 原州市＋原州郡                                           | N/A                                                                                                |
| 基礎自治体 | 江原特別自治道 | 1995年1月1日   | 三陟市         | 三陟市＋三陟郡                                           | N/A                                                                                                |
| 基礎自治体 | 忠清北道       | 1995年1月1日   | 忠州市         | 忠州市＋中原郡                                           | N/A                                                                                                |
| 基礎自治体 | 忠清北道       | 1995年1月1日   | 堤川市         | 堤川市＋堤川郡                                           | N/A                                                                                                |
| 基礎自治体 | 忠清北道       | 2014年7月1日   | 清州市         | 清州市＋清原郡                                           | 大都市。                                                                                           |
| 基礎自治体 | 忠清南道       | 1995年1月1日   | 公州市         | 公州市＋公州郡                                           | N/A                                                                                                |
| 基礎自治体 | 忠清南道       | 1995年1月1日   | 保寧市         | 大川市＋保寧郡                                           | N/A                                                                                                |
| 基礎自治体 | 忠清南道       | 1995年1月1日   | 瑞山市         | 瑞山市＋瑞山郡                                           | N/A                                                                                                |
| 基礎自治体 | 忠清南道       | 1995年1月1日   | 牙山市         | 温陽市＋牙山郡                                           | N/A                                                                                                |
| 基礎自治体 | 忠清南道       | 1995年5月10日  | 天安市         | 天安市＋天安郡                                           | 大都市。                                                                                           |
| 基礎自治体 | 忠清南道       | 1996年3月1日   | 論山市         | 論山郡                                                   | N/A                                                                                                |
| 基礎自治体 | 忠清南道       | 2003年9月19日  | 鶏龍市         | 論山市豆磨面                                             | N/A                                                                                                |
| 基礎自治体 | 忠清南道       | 2012年1月1日   | 唐津市         | 唐津郡                                                   | N/A                                                                                                |
| 基礎自治体 | 全羅北道       | 1995年1月1日   | 群山市         | 群山市＋沃溝郡                                           | N/A                                                                                                |
| 基礎自治体 | 全羅北道       | 1995年1月1日   | 金堤市         | 金堤市＋金堤郡                                           | N/A                                                                                                |
| 基礎自治体 | 全羅北道       | 1995年1月1日   | 南原市         | 南原市＋南原郡                                           | N/A                                                                                                |
| 基礎自治体 | 全羅北道       | 1995年1月1日   | 井邑市         | 井州市＋井邑郡                                           | N/A                                                                                                |
| 基礎自治体 | 全羅北道       | 1995年5月10日  | 益山市         | 裡里市＋益山郡                                           | N/A                                                                                                |
| 基礎自治体 | 全羅南道       | 1995年1月1日   | 順天市         | 順天市＋昇州郡                                           | N/A                                                                                                |
| 基礎自治体 | 全羅南道       | 1995年1月1日   | 光陽市         | 東光陽市＋光陽郡                                         | N/A                                                                                                |
| 基礎自治体 | 全羅南道       | 1995年1月1日   | 羅州市         | 羅州市＋羅州郡                                           | N/A                                                                                                |
| 基礎自治体 | 全羅南道       | 1998年4月1日   | 麗水市         | 麗水市＋麗川市＋麗川郡                                   | N/A                                                                                                |
| 基礎自治体 | 慶尚北道       | 1995年1月1日   | 浦項市         | 浦項市＋迎日郡                                           | 大都市。                                                                                           |
| 基礎自治体 | 慶尚北道       | 1995年1月1日   | 亀尾市         | 亀尾市＋善山郡                                           | N/A                                                                                                |
| 基礎自治体 | 慶尚北道       | 1995年1月1日   | 慶山市         | 慶山市＋慶山郡                                           | N/A                                                                                                |
| 基礎自治体 | 慶尚北道       | 1995年1月1日   | 慶州市         | 慶州市＋慶州郡                                           | N/A                                                                                                |
| 基礎自治体 | 慶尚北道       | 1995年1月1日   | 金泉市         | 金泉市＋金陵郡                                           | N/A                                                                                                |
| 基礎自治体 | 慶尚北道       | 1995年1月1日   | 聞慶市         | 店村市＋聞慶郡                                           | N/A                                                                                                |
| 基礎自治体 | 慶尚北道       | 1995年1月1日   | 尚州市         | 尚州市＋尚州郡                                           | N/A                                                                                                |
| 基礎自治体 | 慶尚北道       | 1995年1月1日   | 安東市         | 安東市＋安東郡                                           | N/A                                                                                                |
| 基礎自治体 | 慶尚北道       | 1995年1月1日   | 栄州市         | 栄州市＋栄豊郡                                           | N/A                                                                                                |
| 基礎自治体 | 慶尚北道       | 1995年1月1日   | 永川市         | 永川市＋永川郡                                           | N/A                                                                                                |
| 基礎自治体 | 慶尚南道       | 1995年1月1日   | 巨済市         | 長承浦市＋巨済郡                                         | N/A                                                                                                |
| 基礎自治体 | 慶尚南道       | 1995年1月1日   | 密陽市         | 密陽市＋密陽郡                                           | N/A                                                                                                |
| 基礎自治体 | 慶尚南道       | 1995年1月1日   | 晋州市         | 晋州市＋晋陽郡                                           | N/A                                                                                                |
| 基礎自治体 | 慶尚南道       | 1995年1月1日   | 統営市         | 忠武市＋統営郡                                           | N/A                                                                                                |
| 基礎自治体 | 慶尚南道       | 1995年5月10日  | 金海市         | 金海市＋金海郡                                           | 大都市。                                                                                           |
| 基礎自治体 | 慶尚南道       | 1995年5月10日  | 泗川市         | 三千浦市＋泗川郡                                         | N/A                                                                                                |
| 基礎自治体 | 慶尚南道       | 1996年3月1日   | 梁山市         | 梁山郡                                                   | N/A                                                                                                |
| 基礎自治体 | 慶尚南道       | 2010年7月1日   | 昌原市         | 昌原市＋馬山市＋鎮海市                                   | 特例市。1995年に昌原郡がそれぞれ馬山市、昌原市に分割統合され、その後の2010年に昌原市に統合された。 |
| 行政市     | 済州特別自治道 | 2006年7月1日   | 済州市         | 済州市＋北済州郡                                         | N/A                                                                                                |
| 行政市     | 済州特別自治道 | 2006年7月1日   | 西帰浦市       | 西帰浦市＋南済州郡                                       | N/A                                                                                                |

## 註
1. ↑  （朝鮮語） 지방자치법　2008年2月29日改正